# Jean Batail
Jean Batail, né le 11 avril 1930 à Lyon et mort le 9 mai 2021 à Sainte-Foy-lès-Lyon, est un peintre contemporain tourné vers la réalisation de paysages urbains animés[Quoi ?]. 

## Biographie
Il commence à travailler à quatorze ans comme ouvrier et dès seize ans, il commence à peindre en autodidacte. Il expose pour la première fois en 1949 au Salon d'Automne, puis participe à de nombreuses manifestations artistiques lyonnaises. 
À ses débuts, il s'inspire du romantisme pour évoluer par la suite dans un certain maniérisme d'imitation de cartes postales désuètes. Il travaille des sujets sociaux, qu'il rend passéistes par un traitement vieilli, et où il exprime un climat d'angoisse.

## Expositions
- 1949 ; Salon d'Automne
- 1956 ; Salon Contraste, Lyon
- 1960 ; Biennale de Menton
- 1960 ; Philadelphie
- 1963 ; Galerie l’œil écoute, Lyon
- 1965 ; Biennale de Paris
- 1973 ; Paris (exposition personnelle)